# Eberhard Westerkamp
Eberhard Westerkamp (ur. 30 września 1903, zm. 1980) – Oberlandrat, prezydent głównego wydziału spraw wewnętrznych w rządzie Generalnego Gubernatorstwa. Odwołany ze stanowiska w styczniu 1942 roku.